# Elisabeth Mandaba
Elisabeth Victorie Mandaba (* 7. Juni 1989 in Bangui) ist eine ehemalige zentralafrikanische Mittelstreckenläuferin, die sich auf den 800-Meter-Lauf spezialisiert hat und aktuell Inhaberin des Landesrekordes ist.

## Sportliche Laufbahn
Erste Erfahrungen bei internationalen Meisterschaften sammelte Elisabeth Mandaba im Jahr 2012, als sie dank einer Wildcard über 800 Meter an den Olympischen Sommerspielen in London teilnahm und dort mit 2:12,56 min in der ersten Runde ausschied. Im Jahr darauf schied sie bei der Sommer-Universiade in Kasan mit 58,35 s in der Vorrunde im 400-Meter-Lauf aus und kam anschließend bei den Weltmeisterschaften in Moskau mit 2:14,35 min nicht über den Vorlauf über 800 Meter hinaus. 2015 schied sie bei den Afrikaspielen in Brazzaville mit 2:12,18 min ebenfalls im Vorlauf aus und im Jahr darauf kam sie bei den Olympischen Sommerspielen in Rio de Janeiro mit neuem Landesrekord von 2:11,70 min erneut nicht über die erste Runde hinaus. Nach ihrem Erstrundenaus bei den Spielen der Frankophonie 2017 in Abidjan beendete sie ihre aktive sportliche Karriere im Alter von 28 Jahren.

## Persönliche Bestleistungen
- 400 Meter: 58,35 s, 7. Juli 2013 in Kasan
- 800 Meter: 2:11,70 min, 17. August 2016 in Rio de Janeiro (zentralafrikanischer Rekord)